# Lee Chen
Lee Chen (eigentlich Li Hui, geboren in Hohhot, Autonomes Gebiet Innere Mongolei in China) ist eine sinoamerikanische Schauspielerin.

## Leben
Chen ist in ihrer Grundschulzeit mit einer Propagandaleistungsgruppe für Mao Zedong durch Teile Chinas gereist. Später studierte sie die Sprache Englisch und schloss dieses Studium mit dem Grad eines Bachelors ab. Sie gehörte zu den ersten Studenten im chinesisch-amerikanischen Aufbauprogramm der Johns Hopkins University und der Universität Nanjing und erhielt die akademischen Grade des Master of Arts und Master of Fine Arts.
Chens schauspielerische Karriere begann auf der Theaterbühne in Chicago, Los Angeles und Honolulu. Sie schrieb auch ihr eigenes Theaterstück Life Flies, bei dem sie selbst auftrat. Dieses Stück behandelt ihre Vergangenheit, wie sie im kommunistischen China aufwächst und in den Vereinigten Staaten Schauspielerin wurde.
Im Jahr 2010 beendete Chen ihre Theaterarbeiten, da sie mehr Zeit mit ihren beiden Söhnen verbringen wollte und Migranten in den USA als Englischlehrerin zu helfen. Auch übernahm sie viele kleinere Schauspielrollen in bekannten Fernsehserien  wie Navy CIS: L.A. und Filmproduktionen wie Two de Force und Midlife.

## Ansicht zum Maoismus
Als 6- bis 13-Jährige ist Chen mit einer Propagandagruppe durch die innere Mongolei in China gezogen, um in der Öffentlichkeit über Mao Zedong zu singen und dichten. In einem Interview von 1999 sagte sie, dass sie es als Kind geliebt habe, von Mao zu singen. Sie sagte aber auch, dass diese kulturelle Revolution schlecht für China war, und viel Streit hervorbrachte. Sie habe als junges Mädchen nicht gewusst, dass es sich hierbei um politische Interessen handelt.

“I didn't know there was a political reason for our performances. I only knew I didn't have to go to school. The training I received gave me discipline that helped me to perform in America.”

„Ich habe nicht gewusst, dass es einen politischen Grund für unsere Leistungen gab. Ich habe nur gewusst, dass ich nicht zur Schule brauchte, und mit Disziplin eine Ausbildung bekam, mit deren Hilfe ich nach Amerika komme.“

Auch bei ihrer Theateraufführung Life Flies erläutert sie, wie es war, als Kind für Propagandazwecke durchs Land China zu ziehen, und sich später in den USA an ihr neues Leben zu gewöhnen. Dieses Stück wurde von der Foundation of Florida finanziell mit 10.000 US-Dollar unterstützt, um der breiten Öffentlichkeit zu zeigen, wie das Leben von Chinesen vor und während ihres Aufenthalts in den USA aussehen kann.

## Filmografie (Auswahl)
- 2011: Southlands (Fernsehserie, 1 Folge)
- 2011: Women Don’t Fall from the Sky
- 2011: Two de Force
- 2012: Navy CIS: L.A. (Fernsehserie, 1 Folge)
- 2012: Livin’ the Dream LA (Fernsehserie, 1 Folge)
- 2013: Life Is So Beautiful
- 2013: Midlife
- 2014: Broken Gardenias
- 2014: Film Lab Presents (Fernsehserie, 1 Folge)
- 2014: Thoughts Afar in Moonlight
- 2014: La Willy-Nilly